# 大手町通り (広島市)
大手町通り（おおてまちどおり）は広島県広島市中区大手町にある通りの名称である。「大手町筋」とも称する。

## 概要
広島県広島市中区の鯉城通り（国道54号）の西を南北に走る通りであり、相生通りとの交差点である「大手町1丁目紙屋町西交差点」から大手町5丁目の鷹野橋商店街西端・明治橋東詰めに至る道路（広島市道）である。
「大手町通り」の名称は知名度が低いが、紙屋町を訪れる人は本通から広島そごう・広島バスセンターへの通り道となり、鯉城通りと並行するため人通りが多く、商店、オフィスなどが多くある。西方面から鯉城通りを迂回して紙屋町付近へ出る経路として二輪車も多く通行する。約2車線分の道幅があるが平和大通り以北は北から南への一方通行となるなど区間の多くの部分は一方通行となっている。

## 歴史

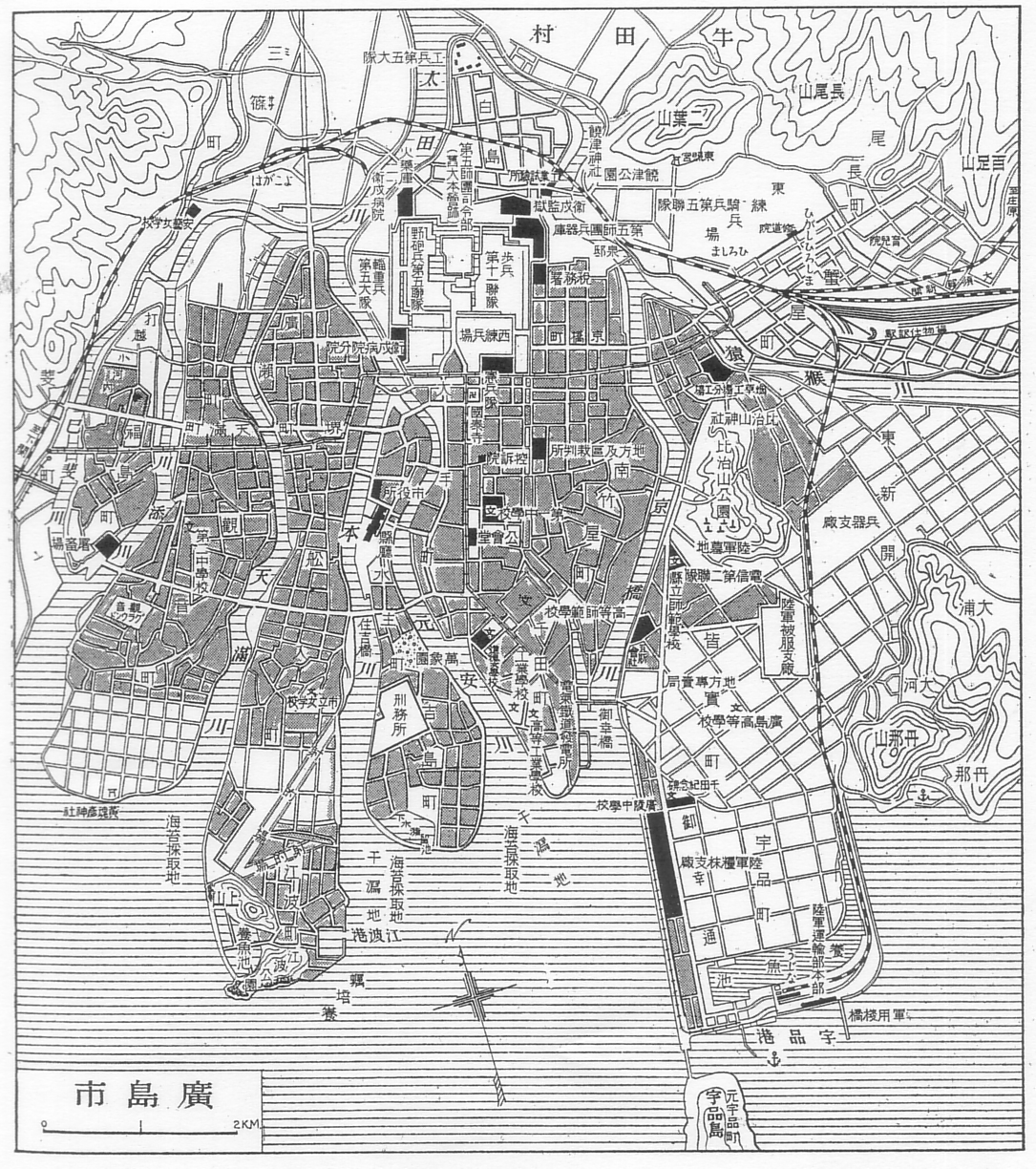
1930年頃（昭和初頭）の廣島市の地図。中央を南北に通る市電の西側を、大手町が南北に元安川に沿って蛇行しながら通る。

大手町通り（大手町筋）は明治時代、広島市で最初に形成された金融街として知られる。この通りは北に広島城や陸軍駐屯地を控え、また西は元安川を挟んで当時広島随一の繁華街で広島市役所が立地していた中島地区（現在の平和公園）にも近い位置にあった。
しかし金融街としての大手町筋の繁栄は、大正時代の市電（現在の広島電鉄）開通により、新たに形成された東側の電車通り（現・鯉城通り）に奪われることとなった。西堂川を埋め立て新たに造成された電車通りは幅が広く7Fまで高層建物の建設が認可されたため店舗・施設の大規模化が進んだのに対し、城下町時代からの幅の狭い通りであった大手町筋は3Fまでの建造物しか認可されなかったためである。広島第一の金融街の地位は電車通りに譲ることになったが、大手町筋には現在もいくつかの企業が支店・支社を構えている。
戦後ほどなくして大手町通りの出口付近（当時の革屋町 / 現・紙屋町2丁目）では家電小売店の第一産業が本店（現・エディオン広島本店）を開業し、これが「ダイイチ」への改称を経て1997年にデオデオと再改称した頃から、通りの北半部（大手町1丁目）はデオデオの関連店舗が立地するようになり、電気街の性格を強めた。近年ではエディオン広島本店の他に、パソコン専門店、アニメイト、メロンブックス、とらのあな、メイド喫茶などのサブカルチャー関連の店舗が集積し「プチ秋葉原」などと一部のメディアで呼ばれることもある。

## 地理

### 交差する道路
- 相生通り
- 本通り
- 平和大通り
- 国道2号

### 沿線
- エディオン広島本店
- 広島県民文化センター
- サンモール
- 広島市立大手町商業高等学校